# Arteria gastroomentalis sinistra

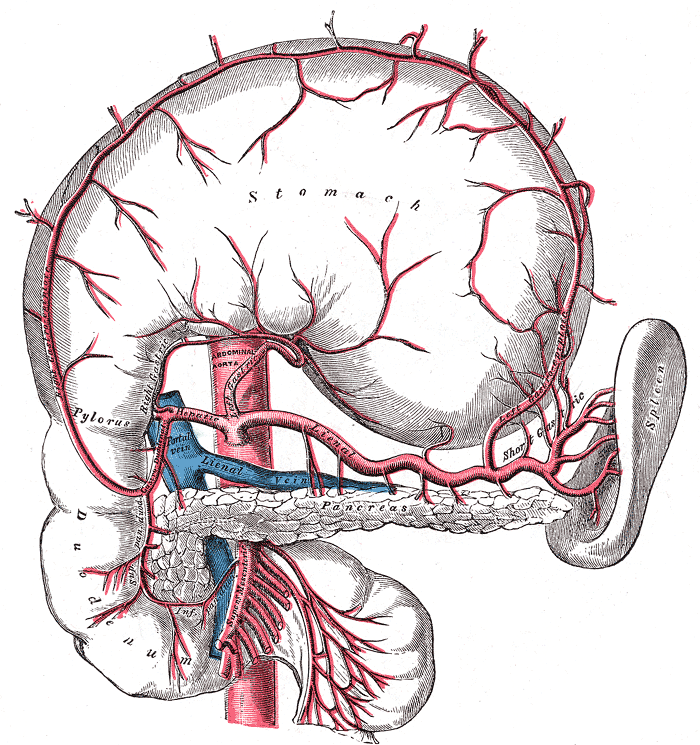
Truncus coeliacus

Die Arteria gastroomentalis sinistra („linke Magen-Netz-Arterie“, auch A. gastroepiploica sinistra) ist eine Schlagader der Bauchhöhle. Sie entspringt der Milzarterie (Arteria splenica) und zieht von links nach rechts im Ansatzbereich des großen Netzes entlang der großen Kurvatur des Magens. Dort anastomosiert sie mit der gleichnamigen rechten Arterie (Arteria gastroomentalis dextra), die aus der Arteria gastroduodenalis entspringt. 
Die Magenäste (Rami gastrici) der Arteria gastroomentalis sinistra versorgen die Magenwand im Bereich der großen Kurvatur, die Netzäste (Rami omentales) das große Netz. 